# Клятвенная девственница (фильм)
Клятвенная девственница (итал. Vergine giurata) — международно спродюсированный драматический фильм, снятый дебютантом Лаурой Биспури по одноименному роману албанской писательницы Эльвиры Донес 2007 года издания. Мировая премьера ленты состоялась 12 февраля 2015 года на Берлинском кинофестивале 2015 года, где она боролась за главную награду.

## Сюжет
Хана — приемная дочь в албанской семье — хочет свободы, поэтому принимает решение стать клятвенной девственницей и примеряет роль мужчины. По традиции, бытующей в патриархальной Албании, она должна отказаться от своей женской сути, дав перед старейшинами обет вечной девственности. Обычно девушки становятся бурнешами в случае крайней необходимости — из-за нежелания вступать в брак против воли, или если умирает глава семьи и прокормить её больше некому. Но у свободолюбивой Ханы другая история — с детства она искренне не понимает, почему ей что-то нельзя только потому, что она не мужчина. Чтобы отработать свой хлеб в приёмной семье, Хана становится Марком. Через десять лет её родня умрёт, и Марк отправится к кузине в Италию, которая уехала туда из Албании ранее, и увидит, что мир не заточен под мужчину, и пройдет внутри себя обратный путь до Ханы.

## В ролях
| Актёр            | Роль           |
| ---------------- | -------------- |
| Альба Рорвахер   | Марк/Хана      |
| Флоня Кодьели    | Лила           |
| Ларс Айдингер    | Бернхард       |
| Люан Яха         | Стьефен        |
| Бруно Шлаку      | Гергь          |
| Илире Винца      | Катрина        |
| Дреница Селимай  | Хана в детстве |
| Эмили Феррателло | Йонида         |